# 김제 금산사 노주
김제 금산사 노주(金堤 金山寺 露柱)는 전북특별자치도 김제시 금산사에 있는, 용도를 알 수 없는 돌 조각상이다. 고려 시대에 만들어진 것으로 추정되며, 대한민국의 보물 제22호로 지정되어 있다.

## 개요
이 석조 건조물은 그 용도를 알 수 없는 유물이나 그 형태가 방형의 연화대처럼 조성된 특이한 석조물임에 착안하여 노주라고 부르고 있다.
석조 건조물의 구조는 상, 중, 하 삼단으로 구성되어 있는데, 각 단마다 안상과 화형문 그리 귀와 앙련（仰蓮）, 복련（覆蓮） 등이 화려하고 다양하게 조각되어 있다. 특히 상대성 위에는 일반 석탑의 상륜부와 유사한 양식이 조각되어 있는데, 상륜부가 원형이며 보주 사에는 간주 형식인 것이 매우 특이하다.
연봉형인 보주의 조상기법으로 보아 고려 초기의 작품일 것으로 추정하고 있다.

## 같이 보기
- 금산사 金山寺